# ひみつの花園 (1997年の映画)
『ひみつの花園』（ひみつのはなぞの）は、1997年に劇場公開された矢口史靖監督による日本映画。お金好きな女の子が樹海の5億円目指して行く様を描いたスラップスティック・コメディ。西田尚美の初主演映画。
第7回日本映画プロフェッショナル大賞主演女優賞（西田）、第17回ハワイ国際映画祭審査員特別賞&主演女優賞（西田）、第21回日本アカデミー賞新人俳優賞（西田）を受賞。第2回釜山国際映画祭「新しい波」部門出品。

## 惹句
誰もワタシを止められない。

## ストーリー
鈴木咲子は幼少の頃からお金を貯めるのも見せびらかすのも大好きで、それが高じて銀行員となったが、突然銀行強盗に巻き込まれてしまい、拉致される。ところが咲子が乗せられた銀行強盗の車は富士の樹海で横転事故を起こし、爆発炎上。咲子は5億円の札束の入ったスーツケース諸共激流に転落し、樹海へと流されるが、幸いにも九死に一生を得る。だが樹海の奥のぽっかり池の底へ沈んだ5億円のことが忘れられない咲子は、まず大学に入ってから地質学を学び、次に車の免許取得、それからロッククライミング、スキューバダイビング等を次々とマスターしていく。いつか五億円を樹海から拾い上げてやるというただそれだけのモチベーション赴くままに咲子はひたすらゴーイングマイウェイに前進する。

## キャスト
- 鈴木咲子：西田尚美、黒沢吉野（少女時代）
- 江戸川：利重剛
- 伊丹弥生：加藤貴子
- 鈴木美香：田中規子
- 田中教官：伊集院光
- 椿銀行支店長：徳井優
- チェリー：西牟田恵
- ローズ：相川直
- 図書館受付嬢：濱田マリ
- ヤンキー：松岡俊介
- 三波：伊藤季久男
- 純子：桑畑虚
- 岩田：田中要次
- 泳子：木村多江
- ハルオ：寒空はだか
- ユミ：しおのやけい子
- 大家：山梨ハナ
- 水泳小僧：山崎祥
- 充：寺十吾
- 太田：太田希望
- 学生課の男：日野陽仁
- 学生課の女：藤田ヒロコ
- 道を訊ねる男：鈴木卓爾
- 看護婦：宍戸美和公
- 病院受付係：浅野あかね
- 椿銀行前の女：松本じゅん
- ワイドショーキャスター：小菅昭子
- ニュースキャスター：藤田理人
- 病院の取材レポーター：嵯峨田啓子
- 医者：今井吉清
- 老警備員・岡：金子唯夫
- 鈴木幹男：鶴田忍
- 鈴木富子：角替和枝
- 森田清太郎：内藤武敏

## エピソード
- 東宝とぴあ提携による「YES!レーベル」第2回作品として制作された。1回目は橋口亮輔監督『渚のシンドバッド』だったが、二作きりで打ち止めとなっている。
- この映画は当初「漱石を追え」なる東宝から持ちかけられた企画で、銀行強盗の一味が金の隠し場所を書いた千円札を追いかけるという設定だった。
- 主人公・鈴木咲子のキャラモデルは、幼少の頃の矢口史靖監督自身とのこと。
- 審査員特別賞と主演女優賞の二冠受賞した第17回ハワイ国際映画祭の授賞セレモニーに出席した西田尚美は、「賞状はいいから、その分のお金を頂戴!」と自ら演じた咲子役のセリフにちなんだスピーチを披露。会場内の爆笑を誘った。
- 1999年には『山銭水銭』なるタイトルで韓国映画としてリメークされた。だが監督がキム・セギョクからイ・ビョンホン主演『誰が俺を狂わせるのか』のク・イムソに、ヒロインの相手役がキム・ジンからカン・ソンジンに交代するというトラブルがあり、内容も低評価に終わった。